# Métropole de Didymotique, Orestias et Soufli
La Métropole de Didymotique, Orestias et Soufli (en grec byzantin : Ιερά Μητρόπολις Διδυμοτείχου, Ορεστιάδος και Σουφλίου) est un évêché du Patriarcat œcuménique de Constantinople autorisé à participer à la vie synodale de l'Église orthodoxe de Grèce (voir Organisation de l'Église orthodoxe en Grèce). Elle est située en Grèce, en Thrace occidentale. Son siège est à Didymotique.

## Cathédrale
C'est l'église Saint-Athanase de Didymotique.

## Métropolites
- Damascène (né Minas Karpathakis en 1959) depuis le 19 novembre 2009.
- Nicéphore (né Athanase Archangélidis à Phérès de l'Euros en 1931) de 1988 à 2009.

## Histoire
Un évêché de Plotinoupolis est attesté en 434-435. La première mention d'un évêché de Didymotique remonte à 879-880. La métropole de Didymotique est attestée au XIVe siècle.
Au XVIIIe siècle apparaît la mention d'un évêché de Trajanopolis. À cette époque, le métropolite de Didymotique porte le titre de Très Vénérable et Exarque de tout le Rhodope et de tout l'Haemimodon.

## Territoire
Il compte 103 paroisses dont :
- Didymotique (3 paroisses)

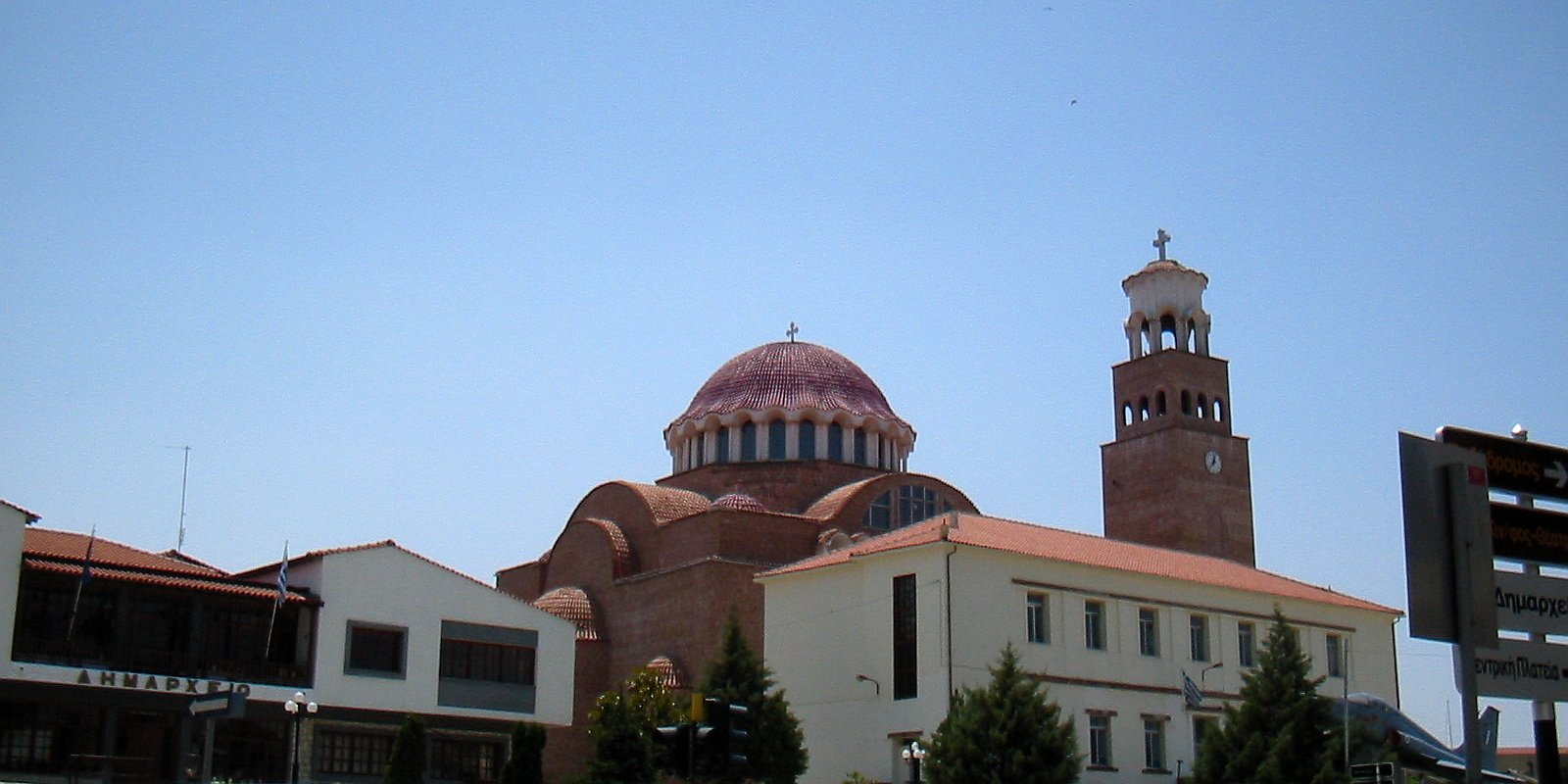
Église de la Mère de Dieu Libératrice à Didymotique.

- Orestiada, en grec ancien Orestias (1 paroisse)
- Soufli (2 paroisses)
- Néa Vyssa (2 paroisses)
- Kastaniès (1 paroisse)
- Kyprinos (1 paroisse)
- Lavara (1 paroisse)
- Métaxadès (1 paroisse)

## Monastère

### Monastère d'hommes
- Monastère de la Mère de Dieu à Dadia de Soufli.

## Sources
- (el) Le site de la métropole : www.imdos.gr
- Diptyques de l'Église de Grèce, éditions Diaconie apostolique, Athènes (édition annuelle).